# Canción para mi muerte
«Canción para mi muerte» es una canción del dúo de rock argentino Sui Generis, integrado por Charly García y Nito Mestre. Fue escrita por García e incluida en Vida, primer álbum del dúo, lanzado en 1972. Es considerada una de las mejores canciones de la historia del rock argentino según Rolling Stone y MTV, y una de las mejores del rock en español, habiendo entrado al cancionero nacional de sucesivas generaciones hasta hoy.
Puesto a la venta como sencillo, obtuvo un éxito comercial sin precedentes hasta ese momento en la música de rock realizada en Argentina, permaneciendo en los primeros puestos de las listas de ventas por más de siete semanas. En 2004, una reedición del álbum solista de Charly García Piano bar, incluyó una nueva versión del tema que alcanzó el primer puesto en las listas.

## Composición
Según relato de Charly, un día a principios de 1969 se encontraba internado en el hospital del cuartel donde cumplía el servicio militar obligatorio. Había ingerido gran cantidad de pastillas y otros medicamentos con la expectativa de que lo dejasen ir a casa por encontrarse enfermo. Al enterarse de que a pesar de su estado no le permitirían salir, cayó en un profundo sueño producto de los narcóticos, en el que sintió la presencia de la muerte en la habitación. Apenas despertó, García tomó lápiz y papel y escribió la letra, creando así su primer gran éxito.

## Musicalización
En «Canción para mi muerte», Nito Mestre y Charly García usan sus voces de manera conjunta durante el estribillo, mientras que García canta algunas partes. Mestre toca guitarra; García piano, Claudio Gabis guitarra eléctrica, Alejandro Medina bajo eléctrico y Francisco Pratti batería.

## Crítica
En 2002 fue considerada como la 11° mejor canción del rock argentino de la lista de Los 100 Hits por la revista Rolling Stone. En 2007 fue considerada por la página Rock.com.ar como la 56° mejor canción del rock argentino de la lista de Las 100 de los 40.